# Cloud Nine
Cloud Nine (englisch ‚Wolke neun‘ [wörtlich], ‚Wolke sieben‘ [sinngemäß]) ist das neunte Solo-Studioalbum von George Harrison nach der Trennung der Beatles. Gleichzeitig ist es einschließlich der beiden Instrumentalalben aus den 1960er Jahren, des Kompilationsalbums The Best of George Harrison und des Livealbums The Concert for Bangla Desh das insgesamt 13. Album Harrisons. Es wurde am 2. November 1987 in Großbritannien und am 3. November 1987 in den USA veröffentlicht. Cloud Nine ist das letzte Studioalbum von George Harrison, das zu seinen Lebzeiten veröffentlicht wurde.

## Entstehungsgeschichte
Cloud Nine ging eine fünfjährige Pause Harrisons vom Musikgeschäft voran. Nach seinem letzten Album Gone Troppo hatte sich Harrison überwiegend aus dem Musikgeschäft zurückgezogen. In dieser Zeit widmete er sich stattdessen vor allem seiner Filmproduktionsfirma Handmade Films.
George Harrison komponierte für den Spielfilm Wasser – Der Film, der von seiner Filmproduktionsfirma produziert wurde, zwei Titel: Focus of Attention und Celebration. Im Zeitraum zwischen 1984 und Anfang 1985 nahm Harrison die Dylan-Komposition I Don’t Want to Do It für den Soundtrack Porkys Rache auf. Dieses Stück erschien am 22. April 1985 in den USA auch als Single in einer neu abgemischten Version, Produzent war Dave Edmunds. Eine weitere aufgenommene Dylan-Komposition Abandoned Love wurde bisher nicht legal veröffentlicht.
Am 21. Oktober 1985 war Harrison Gast bei Carl Perkins, der in den „Limehouse Television Studios“ in London das Fernsehspecial Blue Suede Shoes: A Rockabilly Session with Carl Perkins and Friends aufnahm, weitere Gastmusiker waren unter anderem Ringo Starr, Eric Clapton und Dave Edmunds. George Harrison spielte Gitarre bei mehreren Liedern und sang die Titel Everybody’s Trying to Be My Baby und Your True Love. Das Lied Glad All Over wurde von George Harrison und Carl Perkins gesungen. Die Fernsehausstrahlung erfolgte im Januar 1986. Eine Veröffentlichung auf CD erfolgte erst im Juni 2006.
Zwischen Februar und Juli 1986 nahm George Harrison Musik für den Soundtrack des Spielfilms Shanghai Surprise in Los Angeles auf. Dieser Film wurde ebenfalls von Handmade Films produziert und im August 1986 uraufgeführt. Hauptdarsteller des Films sind Madonna und Sean Penn. George Harrison ist in einer kleinen Nebenrolle zu sehen. Folgende Titel wurden aufgenommen und sind während des Spielfilms zu hören: Shanghai Surprise (Bonustitel der Wiederveröffentlichung), Breath Away from Heaven, Someplace Else, Zig Zag (Bonustitel der Wiederveröffentlichung und Single-B-Seite) und Hottest Gong in Town. Während Breath Away from Heaven und Someplace Else für das Album Cloud Nine neu aufgenommen wurden, erschien Hottest Gong in Town im Juni 1992 auf Songs by George Harrison Two. Bei dieser limitierten Veröffentlichung handelt es sich um eine vier-Titel-EP mit einem Bildband, dessen sämtliche Exemplare von George Harrison unterschrieben wurden. Ein Soundtrackalbum wurde nicht veröffentlicht, lediglich Shanghai Surprise erschien als Promotionsingle. Während einer Wohltätigkeitsveranstaltung Heart Beat '86 im NEC in Birmingham spielten Jeff Lynne und Harrison erstmals für ein Lied zusammen, danach ließ Harrison über Dave Edmunds anfragen, dass er gerne mit Lynne zusammenarbeiten würde. Das Duo komponierte als erstes Lied When We Was Fab. Harrison sagte über Lynne: „Ich denke, er ist einer der besten Pop-Songwriter überhaupt. Er ist Handwerker und hat unendlich viel Geduld. Ich neige dazu, zu fühlen: ‚Okay, das reicht‘ und mache weiter, und Jeff wird immer noch darüber nachdenken, wie ich es verbessern kann, was gerade getan wurde.“
Im Januar bis August 1987 begab sich George Harrison mit Jeff Lynne als Produzenten in sein Aufnahmestudio, da er seine Freude an der Musik zurückgewonnen hatte, wie er sagte:

“I’m at ease with myself, maybe. I’m happy to be making records, by getting away from the music business I was in a good mood to do it you know, it’s just the fun of doing it and trying to sustain the energy and the interest.”

„Kann sein, dass ich mit mir selbst im Lot bin. Es macht mir Freude, Platten aufzunehmen; indem ich mich aus dem Musikgeschäft zurückzog, war ich in einer guten Gemütsverfassung es zu tun, weißt du, es ist einfach der Spaß, es zu tun und zu versuchen, die Energie und das Interesse aufrechtzuerhalten.“

Harrison und Lynne nahmen die Backing-Tracks für 17 Lieder zwischen Januar und März 1987 auf, wobei die Overdubs bis August fertiggestellt waren. Am Album wirkten zahlreiche namhafte Gastmusiker mit, darunter Ringo Starr (Schlagzeug), Eric Clapton (Gitarre) und Elton John (Klavier). Für Harrison selbst war Cloud Nine, eine Rückbesinnung auf seine musikalischen Wurzeln. Harrison wörtlich:

“I thought, I’m not going to make one of them you know sort of clattery records like everybody else seems to be doing this period. I’m going to make a record like something like I did twenty years ago. Just like a rock ’n’ roll band making a record. We had real saxes and real guitars, real pianos, real drums, real people playing real songs.”

„Ich dachte mir, ich werde nicht eines von diesen klapperigen Alben machen, wie es zu dieser Zeit anscheinend jeder andere machte. Ich werde das Album so machen, wie ich es vor zwanzig Jahren tat. Wie eben eine Rock-’n’-Roll-Band ein Album macht. Wir hatten echte Saxophone und echte Gitarren, echte Klaviere, echtes Schlagzeug und dazu echte Menschen, die echte Songs spielten.“

Durch Lynnes Produktionstätigkeit wurde das Gitarrenspiel von Harrison wieder mehr in den Vordergrund gemischt.
Während der Aufnahmen wurden am 30. Januar und 5. Februar 1987 zwei Titel mit Duane Eddy aufgenommen, The Trembler und Theme for Something Really Important, die auf seinem Album Duane Eddy erschienen sind.
Am 5. und 6. Juni 1987 unterbrach Harrison die Aufnahmen und trat in der Wembley Arena im Rahmen des Prince’s Trust Concert in London auf und sang die Lieder Here Comes the Sun und While My Guitar Gently Weeps, die im August 1987 auf dem Album Recorded Highlights of the Prince’s Trust Concert veröffentlicht wurden.
Wie bei früheren Alben nahm George Harrison eine ältere Fremdkomposition auf, hier Got My Mind Set on You von Rudy Clark aus dem Jahr 1962. Dieser Titel wurde als erste Singleauskopplung ausgewählt. Die zweite Singleauskopplung When We Was Fab beinhaltet textlich und musikalisch diverse Anspielungen auf die Musik der Beatles, so sollte das Album auch ursprünglich den Titel Fab tragen. Laut Harrison sollte das Album ursprünglich nicht nach einem Liedtitel benannt werden, da ihm aber nichts einfiel, wurde der Titel Cloud 9 verwendet. Während auf Wolke sieben zu sein im deutschsprachigen Raum, bedeutet, sich in einem glückseligen Zustand zu befinden, ist das Äquivalent in englischsprachigen Ländern Wolke neun.
Sowohl Warner Brothers als auch George Harrison machten während der Veröffentlichungsphase viel Promotionarbeit in Form von Werbung und Auftritten des Künstlers in den Medien.
Jeff Lynne sagte 2020 rückblickend zum Album: „Das Album war ein fantastischer Erfolg und George war begeistert. Eines Tages hatte ich eine Nachricht auf meinem Anrufbeantworter: 'Hey Jeff, wir sind gerade die Nummer 1 (in den Single-Charts) in Amerika!' Man merkte, dass er wirklich aufgewühlt war.“
Im Januar 1988 wurde das Album in den USA mit Platin für eine Million verkaufter Exemplare ausgezeichnet.

## Covergestaltung
Das Design des Covers stammt von David Costa, das Foto von Gered Mankowitz. Das Cover zeigt Harrisons erste amerikanische Gitarre, eine 1957er Gretsch 6128, die er 1961 in Liverpool für 75 Pfund gebraucht kaufte. Harrison nannte sie seine „old black Gretsch“ (‚alte schwarze Gretsch‘). Er gab die Gitarre seinem langjährigen Freund Klaus Voormann, der sie 20 Jahre lang aufbewahrte. Die Gitarre war in Los Angeles zurückgelassen und modifiziert worden. Harrison bat um die Rückgabe der Gitarre, ließ sie restaurieren und benutzte sie für das Cover.

## Titelliste
Alle Titel wurden von George Harrison geschrieben, soweit nicht anders vermerkt.
- Seite Eins

1. Cloud 9 – 3:15
2. That’s What It Takes (George Harrison, Jeff Lynne, Gary Wright) – 3:59
3. Fish on the Sand – 3:22
4. Just for Today – 4:06
5. This Is Love (George Harrison, Jeff Lynne) – 3:48
6. When We Was Fab (George Harrison, Jeff Lynne) – 3:57

- Seite Zwei

1. Devil’s Radio – 3:52
2. Someplace Else – 3:51
3. Wreck of the Hesperus – 3:31
4. Breath Away from Heaven – 3:36
5. Got My Mind Set on You (Rudy Clark) – 3:52

- Bonustitel (2004)

1. Shanghai Surprise – 5:07
2. Zig Zag (Harrison/Lynne) – 2:45

Die Bonustitel stammen aus dem von HandMade Films produzierten Spielfilm Shanghai Surprise.
- iTunes Bonustitel (2007)

Got My Mind Set on You (Extended Version)

## Wiederveröffentlichungen
- Die Erstveröffentlichung im CD-Format erfolgte im November 1987 parallel zur Schallplattenveröffentlichung ohne Bonustitel. Der CD liegt ein vierseitiges Begleitheft bei.[8]
- Im März 2004 wurde das Album in einer remasterten Version als CD bei der EMI mit den Bonustiteln Shanghai Surprise und Zig Zag wiederveröffentlicht. Das Remastering erfolgte von Simon Heyworth und John Etchells in den Super Audio Mastering Studios in Devon. Das CD-Album hat ein Plastikcover, dem ein zwölfseitiges bebildertes Begleitheft beigegelegt ist, das Informationen zu den Liedern und die Liedtexte beinhaltet. Das Design stammt von Drew Lorimer.[9]
- Seit Oktober 2007 ist das Album George Harrison als Download bei iTunes mit dem zusätzlichen Bonustitel Got My Mind Set on You (Extended Version) erhältlich.

## Singleauskopplungen

### Got My Mind Set on You
Die erste Singleauskopplung Got My Mind Set on You / Lay His Head erschien am 6. Oktober 1987 in den USA und erreichte Platz eins der Charts in den USA und war somit der dritte Nummer-eins-Hit für George Harrison und bislang der letzte Nummer-eins-Hit eines Ex-Beatles, in Großbritannien wurde die Single am 12. Oktober 1987 veröffentlicht.
Die B-Seite Lay His Head wurde ursprünglich für das Album Somewhere in England aufgenommen, erschien aber im Februar 1988 auf Songs by George Harrison. Bei dieser limitierten Veröffentlichung handelt es sich um eine Vier-Titel-EP mit einem Bildband, dessen sämtliche Exemplare von George Harrison unterschrieben wurden.
In Europa erschien auch die 12″-Vinyl-Maxisingle: Got My Mind Set on You (Extended Version) / Got My Mind Set on You (Single Version) / Lay His Head, wobei die A-Seite eine verlängerte Abmischung ist. In Großbritannien wurde die Maxisingle auch als Picture Disc veröffentlicht und die 7″-Vinyl-Single in einer limitierten Pappbox mit zwei Postkarten.
Die Promotionsingle wurde in den USA wie folgt veröffentlicht: auf der A- und B-Seite befindet sich die Stereo-Version der A-Seite der Kaufsingle, weiterhin wurde eine 12″-Vinyl-Promotionsingle sowie eine Promotion-CD veröffentlicht.

### When We Was Fab
Die Beatles-Hommage When We Was Fab folgte am 25. Januar 1988 als zweite Single in Großbritannien, in den USA erschien sie am 26. Januar 1988. Das Cover dieser Single wurde von Harrisons Freund Klaus Voormann gestaltet.
Die B-Seite Zig Zag wurde für den Soundtrack von Shanghai Surprise aufgenommen. In Europa erschien auch folgende 12″-Vinyl-Maxisingle und 3″-CD-Single: When We Was Fab (Unextended Version) / Zig Zag / That’s the Way It Goes (Remix) / When We Was Fab (Reverse End). Die Unextended Version ist die normale Album-Version, während die Reverse End Version um eine Minute und 20 Sekunden verlängert wurde, indem Teile des Liedes rückwärts zu hören sind. That’s the Way It Goes (Remix) ist eine neuabgemischte Version von Jeff Lynne des Liedes, das ursprünglich auf dem Album Gone Troppo veröffentlicht wurde.
In Großbritannien wurde die Maxisingle auch als Picture Disc veröffentlicht und die 7″-Vinyl-Single in einer limitierten Pappbox mit einem Poster und einem Ausschneidebogen, ähnlich dem des Albums Sgt. Pepper’s Lonely Hearts Club Band nachempfunden.
Die Promotionsingle wurde in den USA wie folgt veröffentlicht: auf der A- und B-Seite befindet sich die Stereoversion der A-Seite der Kaufsingle, weiterhin wurde eine 12″-Vinyl-Promotionsingle veröffentlicht.

### This Is Love
Am 13. Juni 1988 (USA: 10. Mai 1988) folgte die letzte Singleauskopplung This Is Love / Breath Away from Heaven. In Europa erschien auch folgende 12″-Vinyl-Maxisingle und 3″-CD: This Is Love / Breath Away from Heaven / All Those Years Ago / Hong Kong Blues.
In den USA wurde eine Promotion-5″-CD von This is Love hergestellt.

### Weitere Singles
- Anfang des Jahres 1988 wurde in den USA die Promotion-12″-Vinyl-Single Devil’s Radio / Devil’s Radio mit einem eigenständigen Bildcover an Radiostationen versandt.[28]
- Ebenfalls Anfang des Jahres 1988 wurde in den USA die Promotion-5″-CD-Single Cloud 9 veröffentlicht.[29]
- Im Juni 1989 erschien in den USA die Single Got My Mind Set on You / When We Was Fab.[30]

## Kommerzieller Erfolg

### Chartplatzierungen

#### Album
| ChartsChartplatzierungen       | Höchstplatzierung | Wochen |
| ------------------------------ | ----------------- | ------ |
| Deutschland (GfK)              | 15 (22 Wo.)       | 22     |
| Österreich (Ö3)                | 26 (6 Wo.)        | 6      |
| Schweiz (IFPI)                 | 23 (7 Wo.)        | 7      |
| Vereinigte Staaten (Billboard) | 8 (31 Wo.)        | 31     |
| Vereinigtes Königreich (OCC)   | 10 (23 Wo.)       | 23     |

| ChartsJahrescharts (1988) | Platzierung |
| ------------------------- | ----------- |
| Deutschland (GfK)         | 47          |

#### Singles
| Jahr | Titel                  | Höchstplatzierung, Gesamtwochen, AuszeichnungChartplatzierungen (Jahr, Titel, , Platzierungen, Wochen, Auszeichnungen, Anmerkungen) | Höchstplatzierung, Gesamtwochen, AuszeichnungChartplatzierungen (Jahr, Titel, , Platzierungen, Wochen, Auszeichnungen, Anmerkungen) | Höchstplatzierung, Gesamtwochen, AuszeichnungChartplatzierungen (Jahr, Titel, , Platzierungen, Wochen, Auszeichnungen, Anmerkungen) | Höchstplatzierung, Gesamtwochen, AuszeichnungChartplatzierungen (Jahr, Titel, , Platzierungen, Wochen, Auszeichnungen, Anmerkungen) | Höchstplatzierung, Gesamtwochen, AuszeichnungChartplatzierungen (Jahr, Titel, , Platzierungen, Wochen, Auszeichnungen, Anmerkungen) | Anmerkungen                            |
| Jahr | Titel                  | DE | AT | CH | UK | US | Anmerkungen                            |
| ---- | ---------------------- | --- | --- | --- | --- | --- | -------------------------------------- |
| 1987 | Got My Mind Set on You | DE7 (15 Wo.)DE | AT8 (4 Wo.)AT | CH11 (6 Wo.)CH | UK2 Gold · (15 Wo.)UK | US1 (22 Wo.)US | Erstveröffentlichung: 12. Oktober 1987 |
| 1988 | When We Was Fab        | DE40 (6 Wo.)DE | — | — | UK25 (7 Wo.)UK | US23 (11 Wo.)US | Erstveröffentlichung: 25. Januar 1988  |
| 1988 | This Is Love           | — | — | — | UK55 (3 Wo.)UK | — | Erstveröffentlichung: 12. Mai 1988     |

### Auszeichnungen für Musikverkäufe
| Land/Region                  | Auszeichnungen für Musikverkäufe (Land/Region, Auszeichnung, Verkäufe) | Verkäufe  |
| ---------------------------- | ---------------------------------------------------------------------- | --------- |
| Schweden (IFPI)              | Gold                                                                   | 50.000    |
| Vereinigte Staaten (RIAA)    | Platin                                                                 | 1.000.000 |
| Vereinigtes Königreich (BPI) | Gold                                                                   | 100.000   |
| Insgesamt                    | 2× Gold · 1× Platin ·                                                  | 1.150.000 |

## Sonstiges
Für das Album wurden drei Musikvideos produziert:
- Got My Mind Set on You
Da Harrison das erste zur Single gedrehte Video nicht gefiel, wurde ein zweites aufgenommen, wie das erste unter der Regie von Gary Weis, der auch bei einigen Folgen der US-Sendung Saturday Night Live und der Beatles-Parodie The Rutles Regie führte.[41] Im zweiten Video sitzt Harrison in einem Sessel in einem Geisterhaus (mit sich bewegenden Möbeln) und spielt Gitarre. Zwischendurch springt er plötzlich auf und legt eine akrobatische Tanzeinlage hin (die sichtlich mit einem Double gedreht wurde).[42]
- When We Was Fab
Im Video zur Single steht Harrison Gitarre spielend vor einer Mauer am Straßenrand. Verschiedene Musikerkollegen kommen und gehen, unter anderem Ringo Starr, der mit sich selbst ein nicht enden wollendes Keyboard durchs Bild trägt, auf dem Harrison dank dritter Hand spielt. Insgesamt zeichnet sich das Video durch zahlreiche psychedelische Spezialeffekte aus.[43]
- This Is Love
Das Video zeigt Harrison Gitarre spielend und mit Freunden an verschiedenen Drehorten auf Hawaii.[44]